# Сан-Джорджо-а-Лірі
Сан-Джорджо-а-Лірі (італ. San Giorgio a Liri) — муніципалітет в Італії, у регіоні Лаціо,  провінція Фрозіноне.
Сан-Джорджо-а-Лірі розташований на відстані близько 120 км на південний схід від Рима, 45 км на південний схід від Фрозіноне.
Населення — 3187 осіб (2014).
Щорічний фестиваль відбувається 16 серпня. Покровитель — святий Юрій.

## Демографія
Населення за роками:

Станом на 1 січня 2023 року в муніципалітеті офіційно проживали 193 іноземці з 28 країн, серед них 63 громадяни країн Євросоюзу та 4 громадяни України.

## Сусідні муніципалітети
- Кастельнуово-Парано
- Есперія
- Піньятаро-Інтерамна
- Сант'Аполлінаре
- Валлемайо